# Louvières (Calvados)
Louvières is een plaats en voormalige gemeente in het Franse departement Calvados in de regio Normandië en telt 63 inwoners (2009).  Op 1 januari 2017 fuseerde de gemeente met Aignerville, Écrammeville en Formigny tot de commune nouvelle Formigny La Bataille. Ook deze gemeente maakt deel uit van het arrondissement Bayeux.

## Geografie
De oppervlakte van Louvières bedraagt 4,3 km², de bevolkingsdichtheid is dus 14,7 inwoners per km².
De onderstaande kaart toont de ligging van Louvières (Calvados) met de belangrijkste infrastructuur en aangrenzende gemeenten.

## Demografie
Onderstaande figuur toont het verloop van het inwonertal (bron: INSEE-tellingen).
Vanwege een beveiligingsprobleem met de MediaWiki Graph-software is het momenteel niet mogelijk deze grafiek weer te geven. Zodra de software is bijgewerkt zal de grafiek vanzelf weer zichtbaar worden.